# Penne-d'Agenais
Pour les articles homonymes, voir Penne.
Penne-d’Agenais est une commune du Sud-Ouest de la France, située dans le département de Lot-et-Garonne (région Nouvelle-Aquitaine).
Les habitants de Penne-d’Agenais sont appelés les Pennois.
La commune fait partie de l'association « Les Plus Beaux Villages de France ».

## Géographie

### Localisation
Commune de l'aire d'attraction de Villeneuve-sur-Lot située dans son pôle urbain à 9 km à l'est de Villeneuve-sur-Lot en Agenais et en Pays de la Vallée du Lot. C'est une commune limitrophe avec le département de Tarn-et-Garonne.
La commune est membre de l'association « Les Plus Beaux Villages de France ».

### Communes limitrophes
Penne-d'Agenais est limitrophe de neuf autres communes dont une dans le département de Tarn-et-Garonne.
Les communes limitrophes sont  Auradou, Dausse, Hautefage-la-Tour, Massoulès, Saint-Sylvestre-sur-Lot, Trentels, Trémons, Valeilles et Villeneuve-sur-Lot.
| Saint-Sylvestre-sur-Lot | Trentels           | Trémons                     |
| Villeneuve-sur-Lot      | Penne-d'Agenais    | Dausse                      |
| Hautefage-la-Tour       | Auradou, Massoulès | Valeilles (Tarn-et-Garonne) |

### Géologie et relief
Située sur un éperon rocheux (le terme celte penn signifie crête de montagne), la cité médiévale domine la vallée du Lot de 120 m, à son pied, le Port de Penne sur les rives du Lot en face de Saint-Sylvestre-sur-Lot.
La superficie de la commune est de 4 671 hectares ; son altitude varie de 52  à   231 mètres.

### Hydrographie
La commune est arrosée par le Lot est ses affluents le Boudouyssou et la Tancanne qui y confluent.

### Climat
Le climat qui caractérise la commune est qualifié, en 2010, de « climat du Bassin du Sud-Ouest », selon la typologie des climats de la France qui compte alors huit grands types de climats en métropole. En 2020, la commune ressort du type « climat océanique altéré » dans la classification établie par Météo-France, qui ne compte désormais, en première approche, que cinq grands types de climats en métropole. Il s’agit d’une zone de transition entre le climat océanique et les climats de montagne et semi-continental. Les écarts de température entre hiver et été augmentent avec l'éloignement de la mer. La pluviométrie est plus faible qu'en bord de mer, sauf aux abords des reliefs.
Les paramètres climatiques qui ont permis d’établir la typologie de 2010 comportent six variables pour les températures et huit pour les précipitations, dont les valeurs correspondent à la normale 1971-2000. Les sept principales variables caractérisant la commune sont présentées dans l'encadré ci-après.
| Paramètres climatiques communaux sur la période 1971-2000 - Moyenne annuelle de température : 12,3 °C - Nombre de jours avec une température inférieure à −5 °C : 3,4 j - Nombre de jours avec une température supérieure à 30 °C : 7,6 j - Amplitude thermique annuelle : 15,4 °C - Cumuls annuels de précipitation en 2022 : 517 mm - Nombre de jours de précipitation en janvier : 11,5 j - Nombre de jours de précipitation en juillet : 6,2 j - Record annuel de chaleur en 2022 : 40,0 °C - Record annuel de froid en 2022 : −6,0 °C - Nombre d'heures d'ensoleillement en 2022 : 2247 h |

Avec le changement climatique, ces variables ont évolué. Une étude réalisée en 2014 par la Direction générale de l'Énergie et du Climat complétée par des études régionales prévoit en effet que la  température moyenne devrait croître et la pluviométrie moyenne baisser, avec toutefois de fortes variations régionales. Ces changements peuvent être constatés sur la station météorologique de Météo-France la plus proche, « Sainte-Livrade-sur-Lot », sur la commune de Sainte-Livrade-sur-Lot, mise en service en 1989 et qui se trouve à 18 km à vol d'oiseau,, où la température moyenne annuelle est de 13,8 °C et la hauteur de précipitations de 757,6 mm pour la période 1981-2010.
Sur la station météorologique historique la plus proche, « Agen-La Garenne », sur la commune d'Estillac,  mise en service en 1941 et à 33 km, la température moyenne annuelle évolue de 13,1 °C pour la période 1971-2000, à 13,4 °C pour 1981-2010, puis à 13,8 °C pour 1991-2020.
La commune de Penne-d'Agenais a connu 2 247 heures d'ensoleillement en 2022, contre une moyenne nationale des villes de 2 248 heures de soleil. Penne-d'Agenais a bénéficié de l'équivalent de 94 jours de soleil en 2022. La commune se situe à la position n°6 896 du classement des villes les plus ensoleillées.

## Urbanisme

### Typologie
Au 1er janvier 2024, Penne-d'Agenais est catégorisée commune rurale à habitat dispersé, selon la nouvelle grille communale de densité à sept niveaux définie par l'Insee en 2022.
Elle appartient à l'unité urbaine de Villeneuve-sur-Lot, une agglomération intra-départementale regroupant treize  communes, dont elle est une commune de la banlieue,,. Par ailleurs la commune fait partie de l'aire d'attraction de Villeneuve-sur-Lot, dont elle est une commune de la couronne,. Cette aire, qui regroupe 34 communes, est catégorisée dans les aires de 50 000 à moins de 200 000 habitants,.

### Occupation des sols

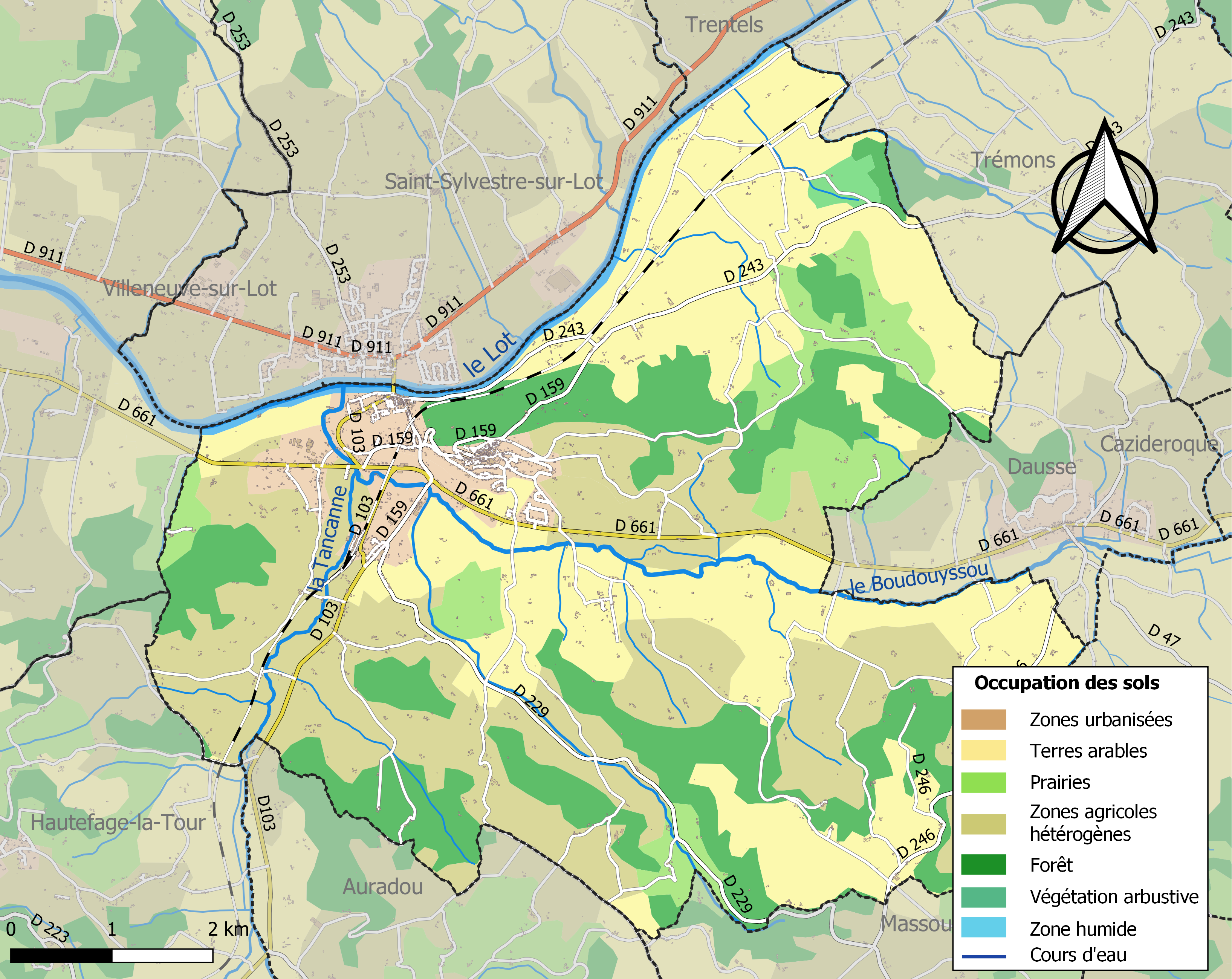
Carte des infrastructures et de l'occupation des sols de la commune en 2018 (CLC).

L'occupation des sols de la commune, telle qu'elle ressort de la base de données européenne d’occupation biophysique des sols Corine Land Cover (CLC), est marquée par l'importance des territoires agricoles (72,2 % en 2018), en diminution par rapport à 1990 (74,2 %). La répartition détaillée en 2018 est la suivante : 
terres arables (33,8 %), zones agricoles hétérogènes (30 %), forêts (21 %), prairies (6,8 %), zones urbanisées (3,8 %), cultures permanentes (1,6 %), zones industrielles ou commerciales et réseaux de communication (1,5 %), eaux continentales (1 %), milieux à végétation arbustive et/ou herbacée (0,6 %). L'évolution de l’occupation des sols de la commune et de ses infrastructures peut être observée sur les différentes représentations cartographiques du territoire : la carte de Cassini (XVIIIe siècle), la carte d'état-major (1820-1866) et les cartes ou photos aériennes de l'IGN pour la période actuelle (1950 à aujourd'hui).

### Voies de communication et transports
Accès avec les routes départementales D 911 (ex RN 111), D 611 (ex RN 661, D 159, D 103 et D 229. elle est aussi située sur la Via Arvernha un des chemins du pèlerinage de Saint-Jacques-de-Compostelle.
Et avec la SNCF en gare de Penne.

### Risques majeurs
Le territoire de la commune de Penne-d'Agenais est vulnérable à différents aléas naturels : météorologiques (tempête, orage, neige, grand froid, canicule ou sécheresse), inondations, mouvements de terrains et séisme (sismicité très faible). Il est également exposé à deux risques technologiques,  le transport de matières dangereuses et la rupture d'un barrage. Un site publié par le BRGM permet d'évaluer simplement et rapidement les risques d'un bien localisé soit par son adresse soit par le numéro de sa parcelle.

#### Risques naturels
Certaines parties du territoire communal sont susceptibles d’être affectées par le risque d’inondation par débordement de cours d'eau, notamment le Lot, le Boudouyssou et la Tancanne. La commune a été reconnue en état de catastrophe naturelle au titre des dommages causés par les inondations et coulées de boue survenues en 1982, 1983, 1992, 1993, 2000, 2007, 2008, 2009 et 2021,.
Les mouvements de terrains susceptibles de se produire sur la commune sont des affaissements et effondrements liés aux cavités souterraines (hors mines), des glissements de terrain et des tassements différentiels. Afin de mieux appréhender le risque d’affaissement de terrain, un inventaire national permet de localiser les éventuelles cavités souterraines sur la commune.

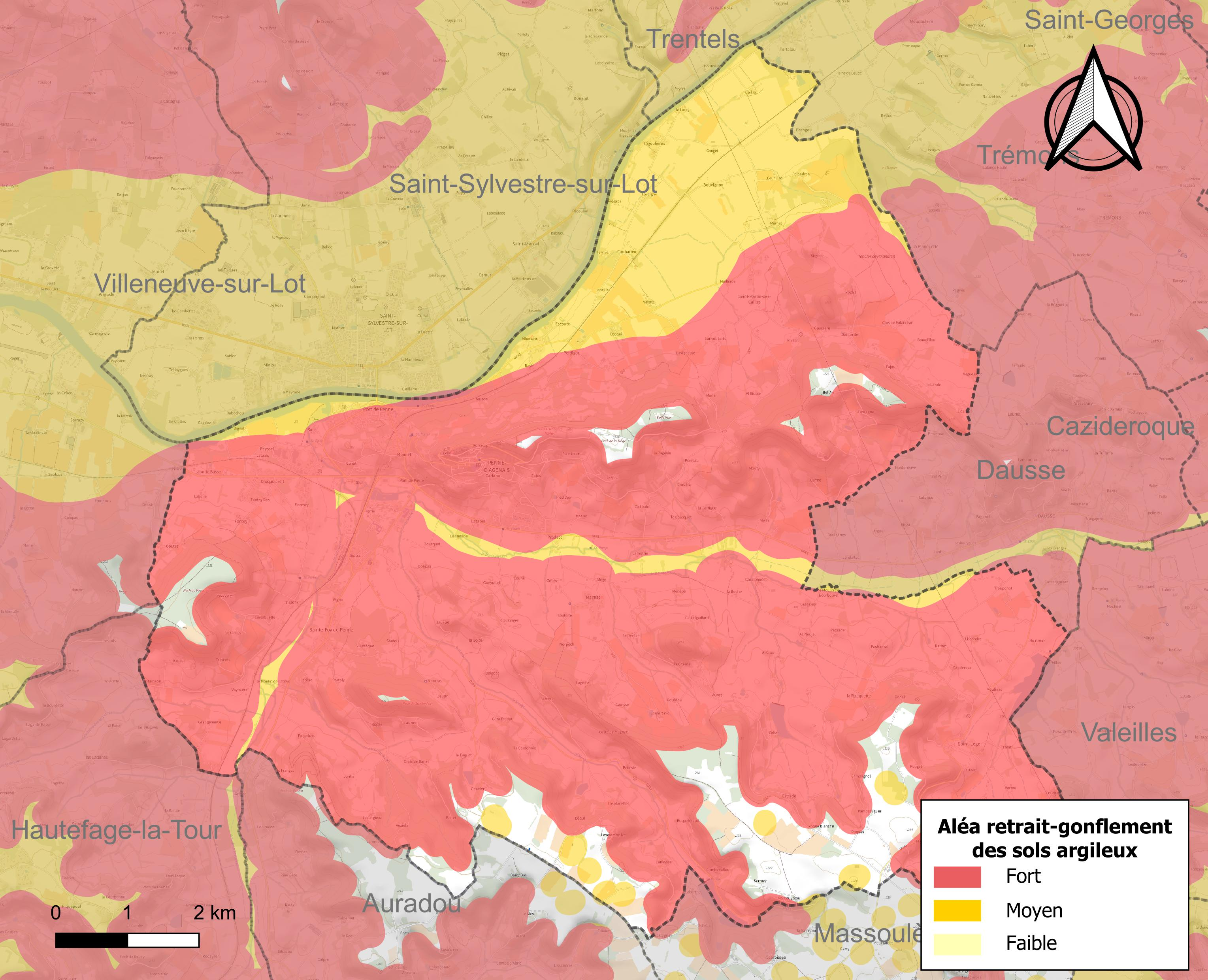
Carte des zones d'aléa retrait-gonflement des sols argileux de Penne-d'Agenais.

Le retrait-gonflement des sols argileux est susceptible d'engendrer des dommages importants aux bâtiments en cas d’alternance de périodes de sécheresse et de pluie. 92,8 % de la superficie communale est en aléa moyen ou fort (91,8 % au niveau départemental et 48,5 % au niveau national). Depuis le 1er octobre 2020, en application de la loi ELAN, différentes contraintes s'imposent aux vendeurs, maîtres d'ouvrages ou constructeurs de biens situés dans une zone classée en aléa moyen ou fort,.

#### Risque technologique
La commune est en outre située en aval des barrages de Grandval dans le Cantal et de Sarrans en Aveyron, des ouvrages de classe A. À ce titre elle est susceptible d’être touchée par l’onde de submersion consécutive à la rupture de cet ouvrage.

## Toponymie
Penn est un mot celte qui signifie crête ou éperon à rapprocher des mots pointu et "pine", le plateau ayant été vraisemblablement occupé par les Gaulois..

## Histoire
De nombreuses fouilles réalisées dans le village et aux alentours ont mis au jour les vestiges d’une occupation gallo-romaine.
Richard Cœur de Lion fait fortifier le château de Penne, qui devient une puissante place défensive, une « clé du duché de Guyenne » selon certains textes du Moyen Âge.
Le Midi de la France connaît au début du XIIIe siècle un fort développement du mouvement religieux cathare. La volonté du pouvoir royal français d'étendre sa domination sur le Midi, jointe au souci de défendre le Christianisme, entraîne la région tout entière dans une guerre religieuse qui se double d'une guerre de conquête dont le pouvoir "franc" sortira vainqueur : de nombreux biens et châteaux seront confisqués et les Cathares, totalement anéantis, ne seront plus qu'un sujet de controverses historiques. Durant la guerre albigeoise, le comte de Toulouse avait confié à Hugue d’Alfaro la lourde tâche de repousser les Croisés hors de la place forte de Penne. Mais, au début du mois d’août 1212, après cinquante jours de siège, Penne capitula.
Au lendemain de la guerre albigeoise, Penne connut un fort repeuplement. Son importance lui permit alors de réclamer l’établissement d’une administration municipale et d’une charte des coutumes. Il semble que cette dernière fut établie en premier lieu dès 1243 avant d’être remaniée et étoffée en 1270. À la fin de la guerre de Cent Ans, le roi Charles VIII accorda aux habitants le renouvellement de leur charte disparue dans l’incendie qui avait ravagé la ville en 1373.
En 1154, l’accession au trône d’Henri Plantagenet, second époux d’Aliénor d’Aquitaine, fit passer toute la province sous domination anglaise. Pendant toute la guerre de Cent Ans, Penne sera tantôt française, tantôt anglaise. En 1373, les Anglais incendièrent la ville avant de l’abandonner à Duguesclin qui l’assiégeait depuis trois mois.
Érigée en place protestante au milieu du XVIe siècle, Penne fut le théâtre d’affrontements entre catholiques et huguenots. Le plus sanglant eut lieu en 1562. Après 99 jours de siège, Blaise de Montluc, le chef de l’armée catholique, s’empara de la place occupée par les protestants. Une partie des défenseurs furent égorgés et jetés dans les puits du château.
C’est aux XVIe et XVIIe siècles que la peste sévit dans la région de Penne. En 1653, afin d’obtenir l’enrayement de l’épidémie, les habitants de Penne s’engagèrent à reconstruire l’église de Notre-Dame de Peyragude et à s’y rendre en procession le 15 août de chaque année.
À Penne, la Révolution permet une évolution économique et sociale tout à la faveur du peuple et de la bourgeoisie.
Avant 1806, Penne absorbe pas moins de treize communes éphémères : Allemans, Ladignac, Laval, Magnac, Mondoulens, Port-de-Penne, Sainte-Foy, Saint-Léger, Saint-Marcel, Saint-Martin, Saint-Sylvestre-sur-Lot, Tremons et Trentels. En 1839, l'ancienne commune de Trentels reprend son indépendance et élargit son territoire en récupérant ceux de Ladignac et Laval. En 1852, Saint-Sylvestre-sur-Lot redevient à son tour indépendante.
À l’aube du XIXe siècle, la commune de Penne compte environ 4 000 habitants. Ce n'est qu'en 1919 que la commune prend le nom de Penne-d'Agenais.

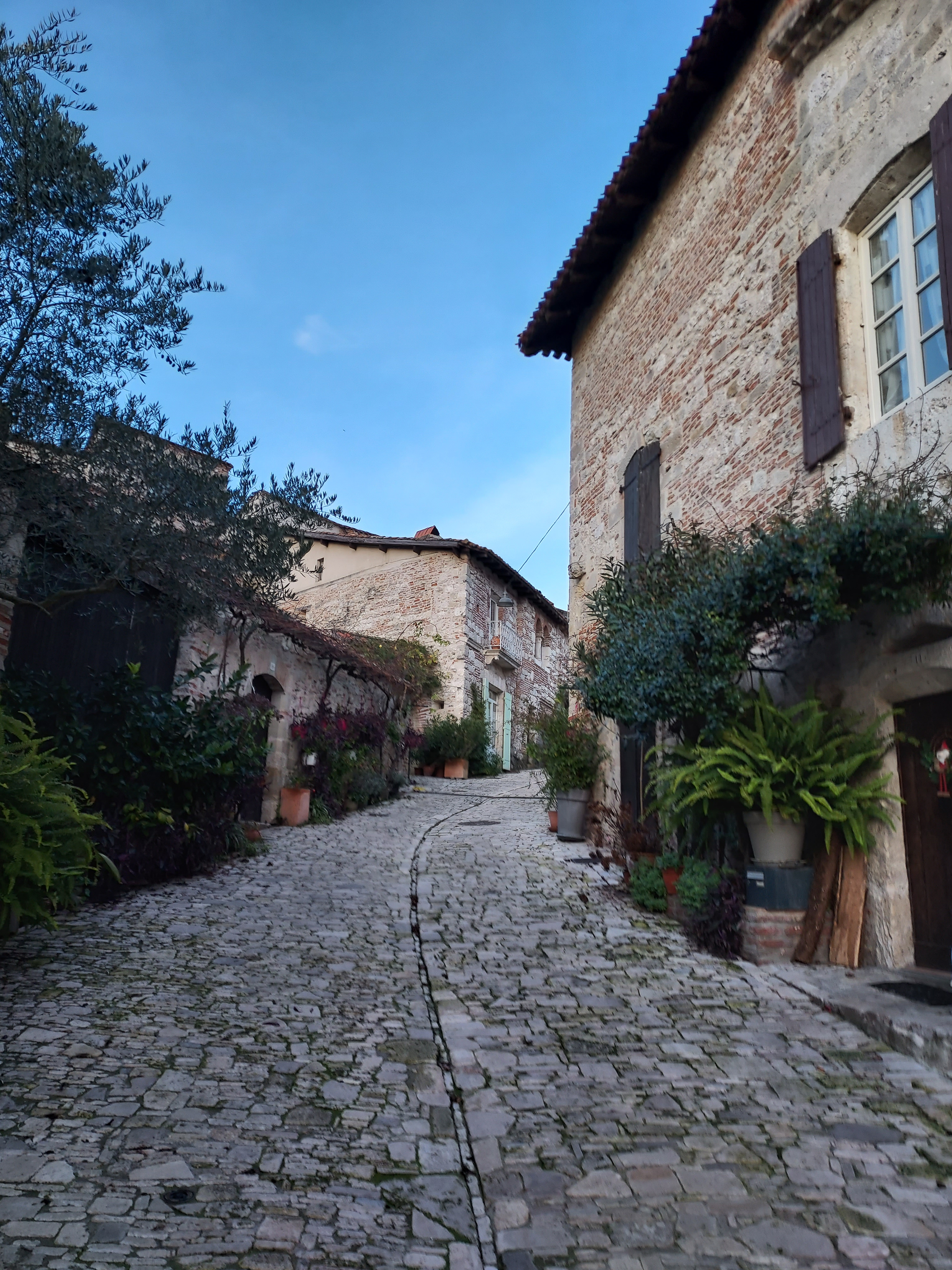
Une rue de la cité médiévale de Penne-d'Agenais

Le 30 mai 1944, 1200 prisonniers de la Centrale d'Eysses sont amenés à la gare de Penne-d'Agenais pour être déportés au camp de concentration de Dachau. Plusieurs ont été tués par les SS au cours de la marche entre la Centrale d'Eysses et la gare de Penne-d'Agenais. Un mémorial a été édifié à côté de la gare en souvenir de cette déportation.
À la fin des années 1970, après un siècle d'exode rural et de vieillissement, Penne-d’Agenais semblait vouée au dépeuplement voire à une mort lente. Une opération de sauvetage est lancée en 1979 sous la conduite d'un petit groupe de passionnés : le maire, Marcel Garrouste, historien de formation ; un architecte-urbaniste, Bernard Kaleski, soucieux d'intégrer l'art contemporain à l'environnement traditionnel ; un entrepreneur du bâtiment qui se voue au patrimoine local ; et l'architecte des bâtiments de France du département. Ils obtiennent un soutien d'EDF, qui fait de cette commune une expérience pilote d'enterrement des câbles électriques, et créent avec des habitants une association de sauvegarde. Les maisons du bourg, nettoyées des couches de ciment gris qui les voilaient depuis un demi-siècle, révèlent des éléments architecturaux typiques de la construction médiévale et Renaissance du Sud-Ouest : arcades sarrazines, mélange harmonieux de briques plates et de calcaire, etc. Dans les années 1980, progressivement restauré, Penne-d’Agenais reprend une nouvelle vie et, sans perdre la population qui lui restait, séduit et attire des artistes, des artisans, des restaurateurs, des amateurs de patrimoine et de mode de vie convivial, qui parfois y élisent domicile et y créent des activités. Le village vivra ensuite sur cet acquis, sans continuer à nourrir la dynamique de mise en valeur du patrimoine, mais reste attractif pour un tourisme de festivaliers et de visiteurs.

## Héraldique
| Blason de Penne-d'Agenais | Blason  | D'azur aux trois coquilles rangées en champagne, surmontées à dextre de deux clefs passées en sautoir et à senestre d'un château de trois tours, le tout d'or. |
| Blason de Penne-d'Agenais | Détails | Le statut officiel du blason reste à déterminer. |

## Politique et administration

### Administration municipale
Le nombre d'habitants au recensement de 2011 étant compris entre 1 500 habitants et 2 499 habitants, le nombre de membres du conseil municipal pour l'élection de 2014 est de dix-neuf,.

### Rattachements administratifs et électoraux
Commune faisant partie de l'arrondissement de Villeneuve-sur-Lot de la communauté de communes Fumel Vallée du Lot et du canton du Pays de Serres (avant le redécoupage départemental de 2014, Caussade était le chef-lieu de l'ex-canton de Penne-d'Agenais) et avant le 1er janvier 2017 elle faisait partie de la communauté de communes de Penne-d'Agenais.

### Liste des maires
| Période                                  | Période        | Identité          | Étiquette              | Qualité |
| ---------------------------------------- | -------------- | ----------------- | ---------------------- | --- |
| Les données manquantes sont à compléter. |                |                   |                        | |
|                                          |                |                   |                        | |
| 1867                                     | 1870           | Louis de Neymet   |                        | |
| mars 1971                                | mars 1983      | Marcel Garrouste  | PS                     | Directeur d'hôpital Conseiller général (1976-1982) Député de la 3e circonscription de Lot-et-Garonne (1978-1986) |
| mars 1983                                | septembre 2004 | Gisèle Graf       | MRG puis PRG           | Comptable retraitée, suppléante du député Jérôme Cahuzac (1997-2002)                                             |
| septembre 2004                           | mars 2008      | Patrick Fabre     | PRG                    | |
| mars 2008 (réélu en mai 2020)            | En cours       | Arnaud Devilliers | DVD puis UDI puis LREM | Cadre supérieur, conseiller départemental depuis 2021                                                            |

### Jumelages
- Seneffe (Belgique)
- Covarrubias (Espagne)

## Population et société

### Démographie
L'évolution du nombre d'habitants est connue à travers les recensements de la population effectués dans la commune depuis 1793. Pour les communes de moins de 10 000 habitants, une enquête de recensement portant sur toute la population est réalisée tous les cinq ans, les populations de référence des années intermédiaires étant quant à elles estimées par interpolation ou extrapolation. Pour la commune, le premier recensement exhaustif entrant dans le cadre du nouveau dispositif a été réalisé en 2006.

En 2022, la commune comptait 2 495 habitants, en évolution de +6,08 % par rapport à 2016 (Lot-et-Garonne : −0,18 %, France hors Mayotte : +2,11 %).
| 1793  | 1800  | 1806  | 1821  | 1831  | 1836  | 1841  | 1846  | 1851  |
| ----- | ----- | ----- | ----- | ----- | ----- | ----- | ----- | ----- |
| 7 164 | 5 054 | 6 239 | 6 172 | 6 005 | 6 125 | 4 605 | 4 555 | 4 464 |

| 1856  | 1861  | 1866  | 1872  | 1876  | 1881  | 1886  | 1891  | 1896  |
| ----- | ----- | ----- | ----- | ----- | ----- | ----- | ----- | ----- |
| 2 986 | 3 008 | 2 838 | 2 732 | 2 520 | 2 655 | 2 631 | 2 517 | 2 535 |

| 1901  | 1906  | 1911  | 1921  | 1926  | 1931  | 1936  | 1946  | 1954  |
| ----- | ----- | ----- | ----- | ----- | ----- | ----- | ----- | ----- |
| 2 532 | 2 547 | 2 413 | 2 065 | 2 038 | 1 971 | 2 014 | 2 088 | 2 030 |

| 1962  | 1968  | 1975  | 1982  | 1990  | 1999  | 2006  | 2011  | 2016  |
| ----- | ----- | ----- | ----- | ----- | ----- | ----- | ----- | ----- |
| 2 001 | 2 099 | 1 957 | 2 167 | 2 394 | 2 330 | 2 415 | 2 372 | 2 352 |

| 2021  | 2022  | - | - | - | - | - | - | - |
| ----- | ----- | - | - | - | - | - | - | - |
| 2 445 | 2 495 | - | - | - | - | - | - | - |

| selon la population municipale des années : | 1968 | 1975 | 1982 | 1990 | 1999 | 2006 | 2009 | 2013 |
| Rang de la commune dans le département      | 23   | 27   | 27   | 26   | 23   | 23   | 23   | 25   |
| Nombre de communes du département           | 326  | 311  | 313  | 317  | 317  | 319  | 319  | 319  |

- Le recensement de 1826, qui ne serait qu’une réactualisation de celui de 1821, n’a pas été retenu.
- Le recensement de 1871 a été, pour cause de guerre, repoussé à l’année 1872.
- Le recensement de 1941, réalisé selon des instructions différentes, ne peut être qualifié de recensement général, et n’a donné lieu à aucune publication officielle.

Le maximum démographique a été atteint en 1793 avec 7 164 habitants.
Le minimum fut atteint en 1975 avec 1 957 habitants.
En 2006, la population était de 2 415 habitants.[réf. souhaitée]

## Économie
Principales activités économiques : pruneaux, tourisme, artisanat d’art, commerces de proximité.

## Vie pratique

### Service public
Penne-d'Agenais possède une gendarmerie, un bureau de poste, une perception du trésor public, un office du tourisme, un hôpital Local,

### Enseignement
Penne-d'Agenais fait partie de l'académie de Bordeaux.
L'éducation est assurée sur la commune de Penne-d'Agenais par une halte-garderie municipale, une école maternelle du port, une école élémentaires Jean Moulin, et un collège Damira Asperti.

### Culture
Bibliothèque municipale

#### Manifestations
Fête de la Tourtière, fête du Port, feu d’artifice et bal populaire du 15-Août, festival d’Art Contemporain (Penne'Art, Paperolles), fête des pitchounes, journées des Métiers d’Art artisanat d’art, rencontres botaniques, festival de musique en Pays de Serres, échoppes en fête,

### Activités sportives
Aviron, badminton, basketball, chasse, club nautique, football, judo, karaté, musculation, parapente, tennis de table,

### Écologie et recyclage
La collecte et le traitement des déchets des ménages et des déchets assimilés ainsi que la protection et la mise en valeur de l'environnement se font dans le cadre de la communauté de communes Fumel Vallée du Lot.
Sur la commune, il existe une déchèterie située sur la commune.

## Culture locale et patrimoine

### Lieux et monuments

#### Patrimoine Civils
Il existe plusieurs monuments à découvrir à Penne-d'Agenais :
- La porte de la Ville
- La porte de Ferracap
- La porte de Ricard
- La tour d'Escoute
- Le château de Noaillac
- Les ruines du château Richard Cœur de Lion
- Le pont gallo-romain de Payssel
- Le monument aux Morts par le sculpteur Antoine Bourlange
- La gare de Penne et le monument commémoratif aux prisonniers Déportés du centre de détention d'Eysses.

#### Patrimoine religieux
- Le sanctuaire Notre-Dame de Peyragude. L'église est inscrite à l'Inventaire général du patrimoine culturel[51].
- Église Saint-Saturnin de Magnac. Elle est inscrite à l'Inventaire général du patrimoine culturel[52].
- Église Notre-Dame-du-Mercadiel de Penne-d'Agenais. Elle est inscrite à l'Inventaire général du patrimoine culturel[53].
- Église Notre-Dame d'Allemans. Elle est inscrite à l'Inventaire général du patrimoine culturel[54].
- Église Sainte-Foy de Sainte-Foy. Elle est inscrite à l'Inventaire général du patrimoine culturel[55].
- Église Saint-Léger de Penne-d'Agenais. Elle est inscrite à l'Inventaire général du patrimoine culturel[56].
- Église du couvent des Cordeliers de Penne-d'Agenais.
- Église Saint-Martin de Saint-Martin-des-Cailles. Elle est inscrite à l'Inventaire général du patrimoine culturel[57].
- Église Saint-Pierre de Noaillac. Elle est inscrite à l'Inventaire général du patrimoine culturel[58].
- Église Saint-Pierre-ès-Liens de Port-de-Penne. Elle est inscrite à l'Inventaire général du patrimoine culturel[59].
- Église Notre-Dame de Penne-d'Agenais. Elle est inscrite à l'Inventaire général du patrimoine culturel[60].

### Personnalités liées à la commune
- Émilie Lerou (1855-1935), écrivaine et tragédienne, sociétaire de la Comédie Française, née à Penne-d'Agenais.
- Paul Froment : (1875-1898), poète occitan ; la place de la Mairie porte son nom.
- Paul Guth (1910-1997), écrivain, est inhumé au cimetière de Sainte-Foy-de-Penne.
- Robert Mallet-Stevens (1886-1945) : pendant l’Occupation, il se réfugie avec sa famille à Ferracap.
- Émile Mollard (1895-1991), général de brigade en 1940, résistant français, créateur du camouflage du matériel.
- Hubert Ruffe (1899-1995), homme politique, né et mort dans la commune.
- Gustave Barlot (1914-1998), résistant, Compagnon de la Libération, y est mort.